# Mycteroperca olfax
Mycteroperca olfax är en fiskart som först beskrevs av Jenyns, 1840. Mycteroperca olfax ingår i släktet Mycteroperca och familjen havsabborrfiskar. IUCN kategoriserar arten globalt som sårbar. Den är typart för släktet Mycteroperca.
Detta fisk blir till och med 120 cm långt. Mycteroperca olfax förekommer i Isla del Coco, Galápagosöarna och Colombia.
Mycteroperca olfax har ingen underarter finns listade i Catalogue of Life.